# Astro Arena
Astro Arena是马来西亚Astro拥有的首个24小时以马来语播出的体育频道。该频道可以通过Astro和Astro NJOI预付频道801收看。该频道于2010年3月26日正式启播。该频道设有马来语及英语双声道服务，高清频道將於2016年9月1日啟播。

## Astro Arena 2
Astro Arena 2是马来西亚Astro拥有的首个24小时以马来语播出的体育频道。2021年10月1日，Astro Arena 2已取代FOX Sports 3和Astro Arena Radio停播，收费电视Astro Primary Pack收看与2021年10月起。

## Astro Arena Bola
Astro Arena Bola是Astro Arena的第一个姊妹频道。该剧于2023年2月24日开播，在803频道以高清播出。它每天24小时播出马来西亚足球赛事。

## Astro Arena Bola 2
Astro Arena Bola 2是Astro Arena的第一个姊妹频道。该剧于2023年2月23日开播，在804频道以高清播出。它每天24小时播出马来西亚足球赛事。